# Airbus Beluga
Airbus A300-600ST (Super Transporter) hay Beluga (cá voi) là một phiên bản của máy bay dân dụng thân rộng tiêu chuẩn A300-600, được sửa đổi để chuyên chở các phần lắp ráp của máy bay Airbus và các kiện hàng cỡ lớn. Nó được gọi chính thức là Super Transporter lúc đầu, nhưng cái tên Beluga đã trở nên thông dụng và hiện nay đã được chấp nhận làm tên gọi chính thức.

## Phát triển
Vài hãng sản xuất máy bay chính là các hãng đa quốc gia, và không phải hiếm khi đối với họ khi có những nhà máy ở những vị trí cách xa nhau. Airbus là tập đoàn được hình thành từ các công ty hàng không vũ trụ của Pháp, Vương quốc Anh, Đức, và Tây Ban Nha, và các địa điểm đặt nhà máy chế tạo máy bay của Airbus không đơn thuần là vấn đề chi phí và thuận tiện, nó còn là vấn đề của lịch sử, sự kiêu hãnh và quyền lợi quốc gia. Kết quả là, mỗi thành viên của Airbus sẽ xây dựng một khu vực nhà máy chế tạo các thành phần máy bay của riêng mình, sau đó các thành phần tách rời sẽ được vận chuyển tới một khu vực trung tâm để lắp ráp hoàn thiện. Những chi tiết thay đổi từ mẫu này sang mẫu khác, nhưng thứ tự sắp đặt chung là: cánh và bộ bánh đáp sẽ chế tạo ở Vương quốc Anh, đuôi và cửa ở Tây Ban Nha, thân ở Đức, và phần mũi và khu vực giữa ở Pháp; tất cả sẽ được lắp ráp tại Toulouse, Pháp hoặc Hamburg, Đức.

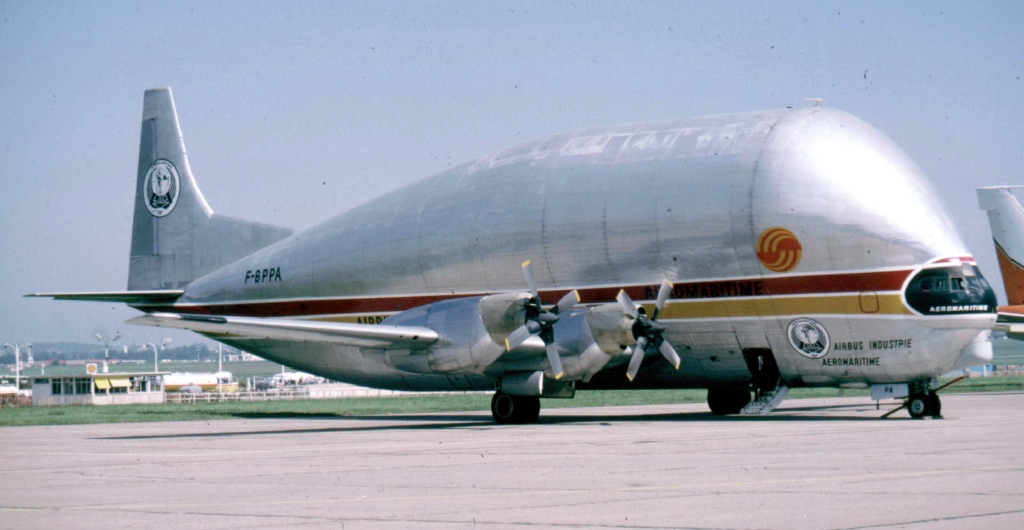
Super Guppy F-BPPA

Khi Airbus được thành lập vào 1970, vài thành phần máy bay đầu tiên được vận chuyển trên đường bộ, nhưng với sự phát triển của sản xuất đòi hỏi nhanh chóng cần phải chuyển sang vận tải bằng đường không. Từ năm 1972 trở đi, một phi đội gồm 4 chiếc "Super Guppy" cải tiến đã được sử dụng để vận chuyển các bộ phận máy bay của Airbus. Đây là những chiếc Boeing Stratocruiser cũ từ thập niên 1940, được sửa đổi phần thân và động cơ turbin, giúp máy bay có khoang chứa hàng rộng hơn để mang các khối hàng thể tích lớn trong chương trình không gian của NASA vào thập niên 1960, việc Airbus sử dụng Super Guppy đã dẫn đến câu nói đùa rằng "Mọi chiếc Airbus đều được chuyển giao trên đôi cánh của một chiếc Boeing". Cùng với thời gian, Super Guppy không đáp ứng được những đòi hỏi từ Airbus, tuổi thọ của những chiếc Super Guppy tăng lên khiến chi phí vận hành cao và không ngừng gia tăng, và việc sản xuất đang phát triển của Airbus yêu cầu khả năng chuyên chở lớn.

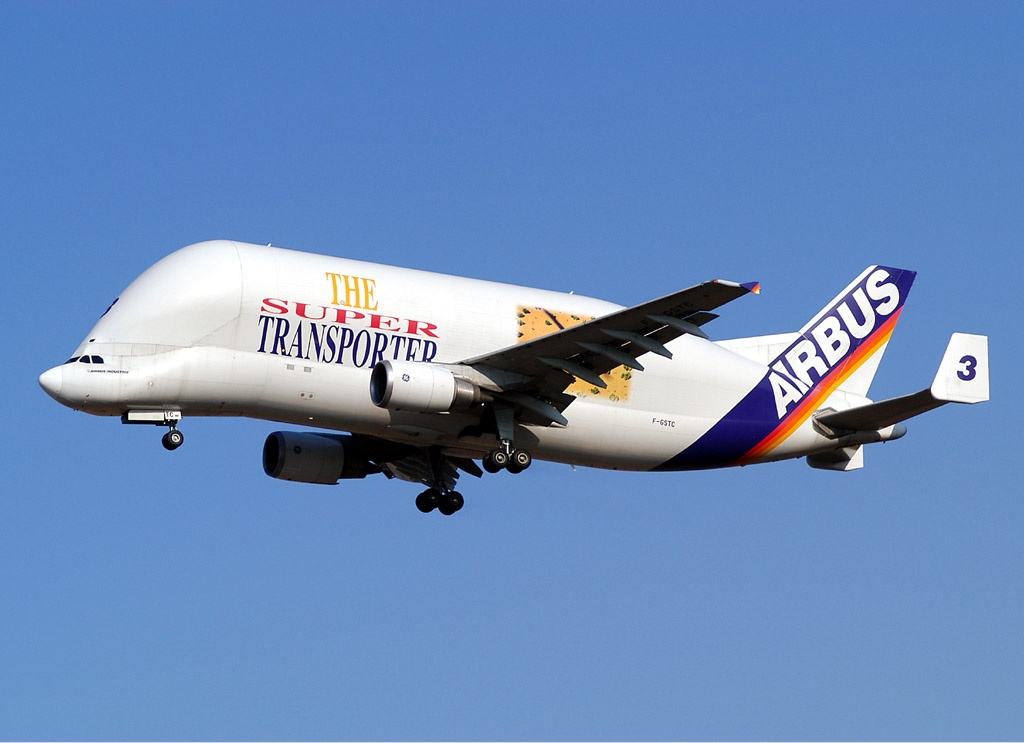
Airbus Beluga đang bay

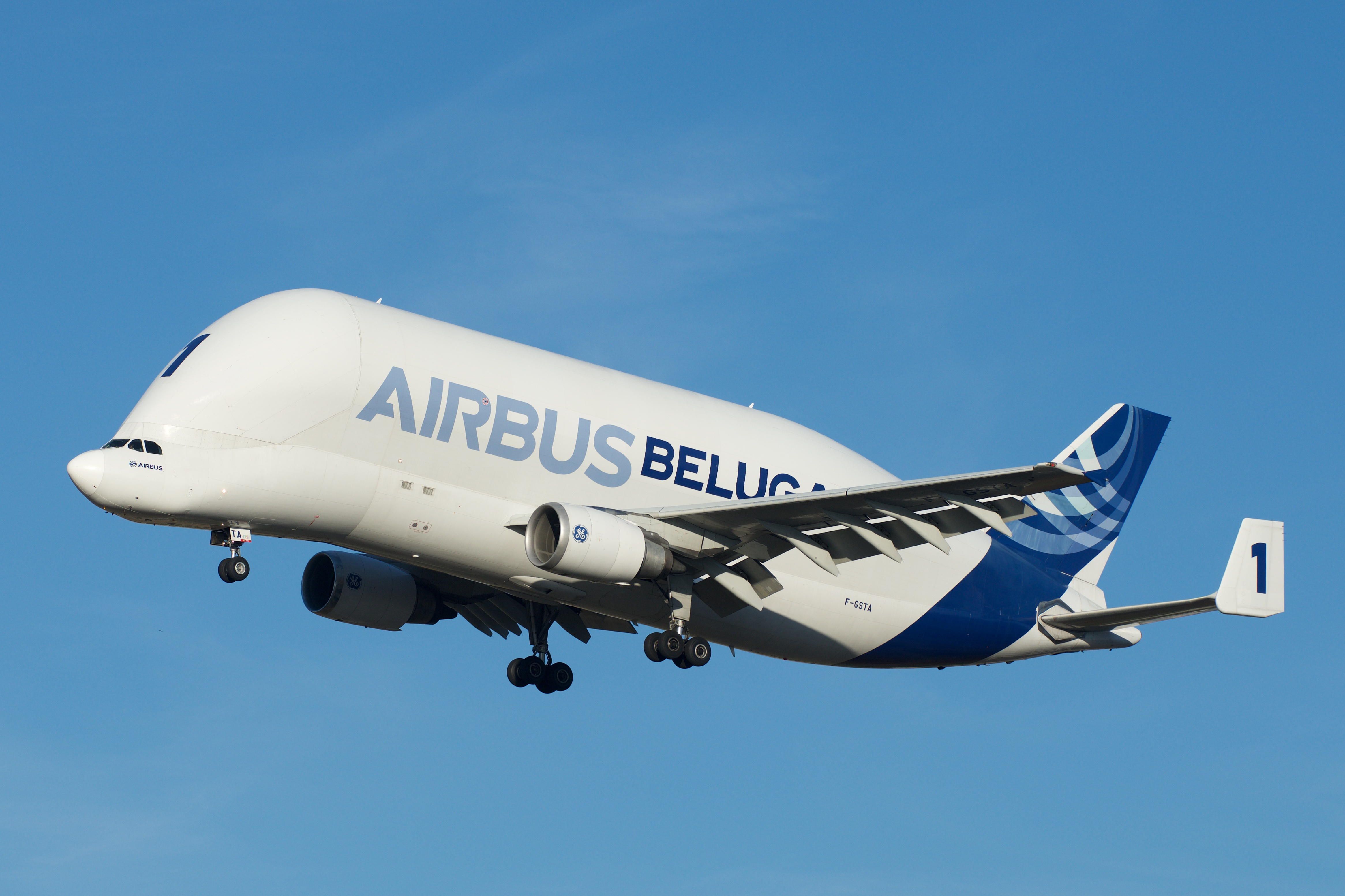
Airbus Beluga

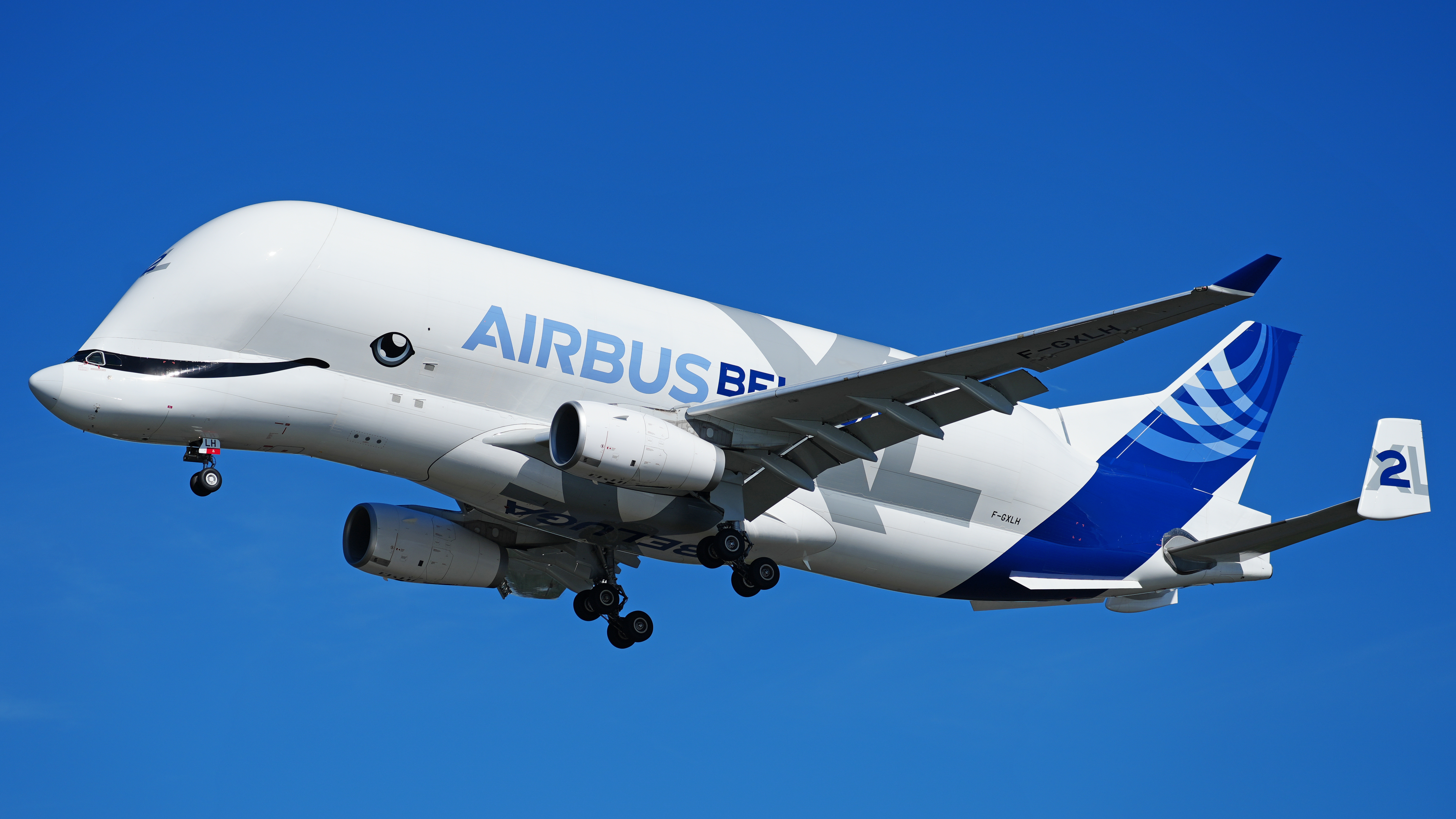
Airbus Beluga XL (thế hệ mới)

Năm 1991, hãng Aérospatiale và DASA, 2 công ty góp vốn chính trong Airbus, đã thành lập 1 công ty để phát triển một mẫu máy bay thay thế Super Guppy. Điểm xuất phát là thiết kế cho mẫu máy bay Airbus A300 2 động cơ thân rộng những thành phần mới để có thể chuyên chở các bộ phận rời của máy bay, các kỹ sư đã giữ lại cánh, động cơ, bộ bánh đáp, và phần cuối của thân của A300, trong khi phần trên của thân được sửa đổi với cấu trúc lớn, khiến thân máy bay có đường kính là 7.7 m (25.3 ft). Để đáp ứng việc đưa hàng hóa vào khoang hang từ phần mặt trước mà không phải ngắt tất cả các thiết bị điện, hệ thống thủy lực và kết nối chuyến bay (để không phải nói đến việc hiệu chuẩn lại độ dài trước mỗi chuyến bay, việc tái kết nối bị bắt buộc), buồng lái tiêu chuẩn A300 được chuyển xuống dưới tầng hàng và một cửa khoang hàng cao 17 m (55.8 ft). Cuối cùng, cấu trúc cánh được mở rộng và gia cố để ổn định khả năng định hướng.

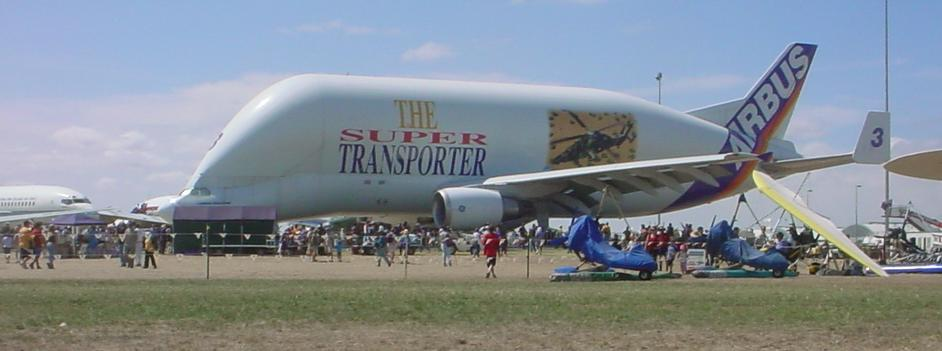
Airbus Beluga với màu sơn cũ

Công việc chế tạo bắt đầu vào tháng 9-1992, và chuyến bay đầu tiên được diễn ra vào tháng 9-1994. Sau 335 giờ bay thử nghiệm, chứng chỉ đã được trao vào tháng 9-1995, và A300-600ST "Beluga" bắt đầu hoạt động chính thức. 4 chiếc Beluga khác đã được chế tạo, trung bình một năm/một chiếc, và tất cả đều hoạt động thường xuyên. Nhiệm vụ chính của chúng là chở các bộ phận của máy bay Airbus đến nơi lắp ráp cuối cùng xuyên qua Châu Âu tới Toulouse hoặc Hamburg, nhưng chúng cũng sẵn sàng để hoạt động trong các bản hợp đồng cho thuê, và đã được sử dụng để vận chuyển rất nhiều loại hàng hóa đặc biệt, bao gồm thành phần của trạm vũ trụ, máy móc công nghiệp, các mặt hàng nhạy cảm, và trực thăng nguyên chiếc. (1 chiếc Beluga có thể mang được 2 chiếc trực thăng NHI NH90 và 1 chiếc Eurocopter Tiger từ Châu Âu đến Australia và quay trở lại). Gian chuyên chở của A300-600ST có đường kính 7.4 m (24.3 ft) và dài 37.7 m (123.7 ft); có thể chứa tối đa 47 tấn. Trọng tải tối đa là 153.9 tấn, nó có thể so sánh được với một chiếc A300 thường.

## Thông số kỹ thuật

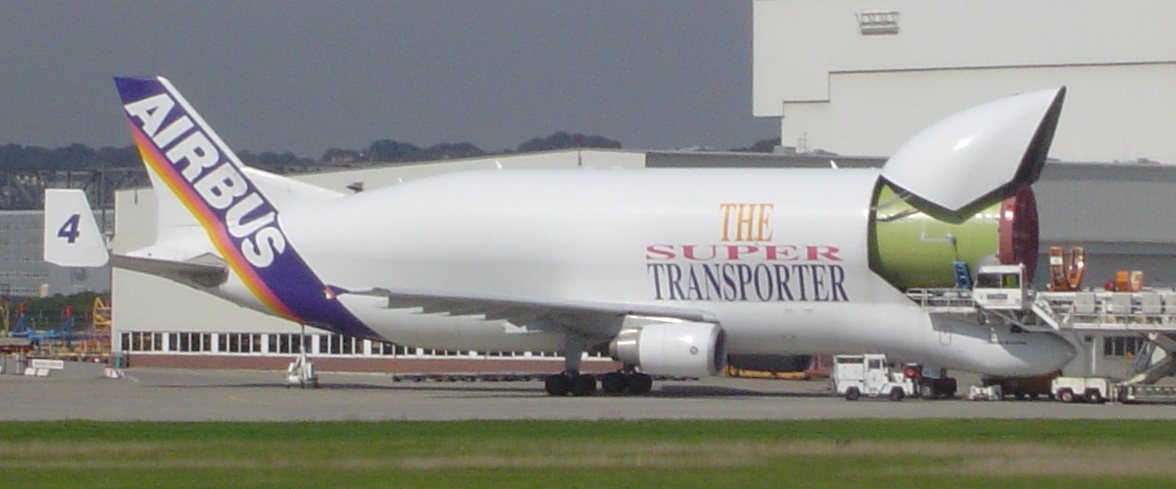
Airbus Beluga

| Kích thước                  | A300-600ST                                                 |
| --------------------------- | ---------------------------------------------------------- |
| Chiều dài                   | 56.15 m (184 ft. 3 in.)                                    |
| Sải cánh                    | 44.84 m. (147 ft. 2 in.)                                   |
| Chiều cao                   | 17.24 m. (56 ft. 7 in.)                                    |
| Diện tích cánh              | 122.40 m². (1.317 ft².)                                    |
| Đường kính thân             | 3.95 m. (13 ft.) 7.1 m. (23 ft. 4 in.)in cargo compartment |
| Trọng lượng rỗng            | 86.0 t.                                                    |
| Trọng lượng cất cánh tối đa | 155 t.                                                     |
| Tầm bay (40 tấn hàng)       | 2.779 km. (1500 nm.)                                       |
| Tầm bay (26 tấn hàng)       | 4.632 km. (2500 nm.)                                       |
| Sức chứa hàng               | 47 tấn.                                                    |
| Thể tích khoang hàng        | 1.365 m³ (48.204 Ft³)                                      |
| Phi hành đoàn               | 2                                                          |

## Nội dung liên quan

### Máy bay có cùng sự phát triển
- Airbus A300

### Máy bay có tính năng tương đương
- Aero Spacelines Super Guppy
- Boeing 747 Large Cargo Freighter